# Тейхма, Юзеф

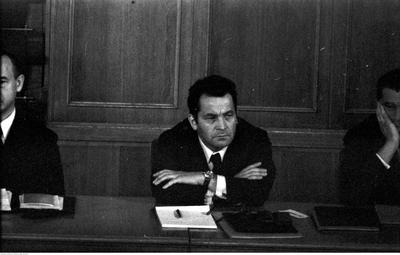
В президиуме I Краевой конференции ПОРП, октябрь 1973

Ю́зеф Те́йхма (пол. Józef Tejchma, 14 июля 1927, Маркова, Львовское воеводство – 13 декабря 2021, Варшава) — польский политический и государственный деятель времён ПНР.

## Биография
Сын Людвика и Софии Тейхма. В 1945–1948 годах активист Союза сельской молодёжи «Вичи». В 1951 году стал членом Польской объединённой рабочей партии (ПОРП). Затем инструктор Главного Управления Союза польской молодёжи (СПМ), член главного управления и руководитель СПМ в Нова-Хуте (в 1951–1954). В 1954–1955 годах заместитель руководителя организационного отдела главного управления СПМ. В 1957 году соорганизатор Союза сельской молодёжи и в феврале 1957 – июле 1963 глава главного управления ССМ. В 1958 году закончил исторический факультет Высшей школы общественных наук при ЦК ПОРП.
Депутат Сейма ПНР II–VII созывов (1958–1980). Глава фракции ПОРП в 1970–1972 годах. В июне 1971 – июле 1983 года вице-председатель Общепольского комитета Фронта единства народа.
С марта 1959 года кандидат в члены, с июня 1964 года член ЦК ПОРП. В 1963–1964 годах заведующий отделом сельского хозяйства ЦК ПОРП, затем в июне 1964 – марте 1972 года секретарь ЦК по сельскому хозяйству, 16 ноября 1968 – 14 февраля 1980 – член Политбюро ЦК ПОРП. Одно время рассматривался как преемник Владислава Гомулки на посту 1-го секретаря ЦК, а затем как второе лицо в партии после Эдварда Герека. С ноября 1968 по декабрь 1970, в качестве секретаря ЦК, отвечал за образование.
С 29 марта 1972 по 8 февраля 1979 вице-премьер Совета министров ПНР в правительстве Петра Ярошевича. С 16 февраля 1974 до 26 января 1978 и с 8 октября 1980 до 9 октября 1982 министр культуры и искусств, с 8 февраля 1979 до 2 апреля 1980 министр образования и воспитания. В июле 1981 не избран в новый состав ЦК.
В 1982 году вошёл в состав общественного комитета по сооружению памятника Винценты Витосу в Варшаве, который был открыт в 1985 году
В апреле-октябре 1980 чрезвычайный и полномочный посол Польши в Швейцарии, в 1984–1988 чрезвычайный и полномочный посол в Греции и на Кипре по совместительству.
Считался «партийным либералом», предоставлявшим творческой интеллигенции относительно значительную творческую свободу (как пример, приводится его защита фильма «Человек из мрамора» А. Вайды) и очень культурным человеком. После 1989 года работал над своими воспоминаниями и размышлениями о коммунистической системе. В 2017 году так рассказал о том, как был министром при Ярузельском: «Это было самое глупое решение в моей жизни».
Автор нескольких мемуарных книг.

## Награды (неполный список)
- Орден Строителей Народной Польши
- Орден «Знамя Труда» I класса (1969)[7]
- Офицерский крест Ордена Возрождения Польши
- Золотой Крест Заслуги (1955)[8][9]
- Серебряный Крест Заслуги (1954)[10]
- Юбилейная медаль «10 лет Народной Польши» (1955)[11]
- Большой Крест Ордена Инфанта дона Энрике (Португалия)

## Личная жизнь
Жил в Варшаве. В браке с Алисией Викторией Тейхма (1931–1981), главным редактором журнала «Problemy». Имел двух дочерей.
Умер 13 декабря 2021 года. 28 декабря был похоронен на Воинском кладбище Повонзки в Варшаве (квартал C 39, ряд 8, могила 9).

## Публикации
Автор более 100 публицистических статей на темы сельского хозяйства, воспитания молодёжи, культуры и политики, а также нескольких книг мемуарного характера.
- Wielkość i dramat Władysława Gomułki, [w:] «Polityka», nr 48, 26 listopada 1983
- Z notatnika aktywisty ZMP, Wydawnictwo Iskry, 1955
- Polityka i kultura (wybór artykułów), Wydawnictwo Książka i Wiedza, 1981
- Kulisy dymisji: z dzienników ministra kultury 1974–1977, Oficyna Cracovia, 1991
- Pożegnanie z władzą, CB Agencja Wydawnicza, Warszawa 1997
- Odszedł Gomułka, przyszedł Gierek. Notatki z lat 1971–1973, Wydawnictwo Adam Marszałek, Toruń 2006
- Pożegnania, Oficyna Wydawnicza ASPRA-JR, Warszawa 2011
- Dialog z przeszłością otwartą na przyszłość, Oficyna Wydawnicza ASPRA-JR, Warszawa 2014
- Stary świadek nowej historii Polski, Wydawca Muzeum Historii Polskiego Ruchu Ludowego oraz Oficyna Wydawnicza ASPRA-JR, Warszawa 2015
- Bunt przeciw starości, Oficyna Wydawnicza ASPRA-JR, Warszawa 2017